# 单唇贝母兰
单唇贝母兰（学名：Coelogyne leungiana）为兰科贝母兰属下的一个种。

## 扩展阅读
- 維基物種上的相關：单唇贝母兰